# Ёнэяма, Хироси
Хироси Ёнэяма (яп. 米山 弘 Ёнэяма Хироси, 23 марта 1909 - 24 января 1988) — японский пловец, призёр Олимпийских игр.
Хироси Ёнэяма родился в 1909 году в префектуре Ибараки, окончил Университет Васэда.
В 1928 году на Олимпийских играх в Амстердаме Хироси Ёнэяма завоевал серебряную медаль в эстафете 4×200 м вольным стилем. Также он участвовал в состязаниях на дистанции 400 м вольным стилем, но стал пятым в полуфинале.